# Claude Carbonel
Pour les articles homonymes, voir Carbonel.
Claude Marcel Victor Carbonel, dit Claude Carbonel, né à Marseille le 6 mai 1941, mort à Marseille le 1er novembre 2016 à l'âge de 75 ans, est un célèbre,,, santonnier, inventeur et fabricant de bateaux marseillais.

## Biographie
Né à Marseille, en Provence, d'une mère Clotilde Carbonel, santonnière et son père Marcel Carbonel, santonnier lui aussi, fils de Victor Carbonel et Marie Carbonel, santonniers du début du XXe siècle.

## Les Santons Claude Carbonel
En 1966, il crée sa propre entreprise Santons Claude Carbonel  après plus de cinq années de formation chez son père Marcel Carbonel, Meilleur Ouvrier de France. 
Il est l'inventeur du Grand Concours de Santons à Peindre.
Puis en 1970, il développe les santons habillés de tenues traditionnelles, vendus dans le monde entier. 
En 2006, Claude Carbonel cède l'entreprise à son fils Nicolas Carbonel qui continue aujourd'hui à faire vivre les santons Claude Carbonel.